# Galaksija

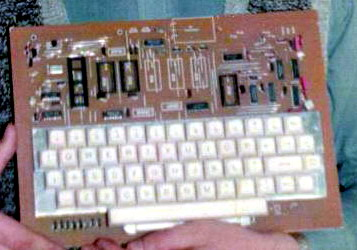
Carte principale de l'ordinateur en kit Galaksija pendant la phase de montage

Le Galaksija (qui se prononce Galaxiya, et signifie Galaxie) était à l'origine un ordinateur à monter soi-même conçu par Voja Antonić, en Yougoslavie. On pouvait le monter soi-même à partir de parties achetées ou récupérées, se procurer un kit prêt-à-monter ou encore, plus tard, l'acheter sous forme assemblée et prête à l'emploi.
Créé en 1983, le Galaksija s'appuyait sur un processeur Zilog Z80A cadencé à 3.072 MHz.